# روب مكدونالد
روب مكدونالد (بالإنجليزية: Rob McDonald)‏ (22 يناير 1959 بكينغستون أبون هال في المملكة المتحدة - ) هو مدرب كرة قدم ولاعب كرة قدم بريطاني في مركز الوسط. لعب مع سبورتينغ لشبونة وفيلم تو تيلبورغ ونادي آيندهوفن ونادي بشكتاش ونادي غرونينغن ونادي كامبور ونيوكاسل يونايتد وهال سيتي ونادي إيكست ‏ وWavre Sports FC ‏ ونادي  فاخينغين ‏ ونادي فيندام.

## وصلات خارجية
- روب مكدونالد على موقع قاعدة بيانات كرة القدم.إي يو (الإنجليزية)
- روب مكدونالد على موقع عالم كرة القدم.نت (الإنجليزية)